# 東方烏氏蟹
東方烏氏蟹（学名：Umalia orientalis）为蛙蟹科烏氏蟹屬下的一个种。其种加词“orientalis”意为“东方的”。